# Срета Тависин
Срета Тависин (тај. เศรษฐา ทวสน; рођен 15. фебруара 1962) је тајландски бизнисмен и политичар који је на функцији премијера Тајланда од 22. августа 2023. године. Претходно је био извршни директор и председник Сансирија.
Срета, пореклом из Бангкока, дипломирао је грађевинарство након средње школе. Школовање је наставио у Сједињеним Државама, где је стекао звање магистра пословне администрације. Након свог академског рада, кренуо је на професионални пут који је започео четворогодишњим стажом као помоћник менаџера производа. Године 1998. суоснивао је Сансири, подухват који га је подстакао да постане милијардер и водећи тајкун некретнинама у својој земљи. Под његовим вођством, Сансири је доживео раст, чак и током изазовних периода као што је пандемија. Ова фаза раста његове пословне каријере дошла је до краја када је одлучио да пређе у политику, што је укључивало пренос свих својих акција у компанији. Ова одлука је означила значајан помак од његових пословних подухвата ка фокусу на политички ангажман.
Пре државног удара 2014. Срета је имао везе са тајландским премијерима Таксином и Јинглак из породице Шинаватра. Крајем 2022. објавио је своју намеру да се придружи партији Феу Тај и касније је сматран једним од њених кандидата за премијера. Играо је кључну улогу у вођењу странке да формира коалициону владу, након неуспешног покушаја Странке напред. Сходно томе, парламент га је изабрао за премијера. Наиме, његова коалициона влада укључивала је две странке које су биле повезане са државним ударом 2014.
Сретин мандат на месту премијера обухвата низ домаћих и међународних иницијатива. На домаћем плану, његова администрација је дала приоритет пољопривредној продуктивности, стимулисању економског опоравка, развоју инфраструктуре, ревитализацији туризма, реформи образовања и имплементацији шеме дигиталног новчаника која је изазвала дебату. Поред тога, влада се активно ангажовала у сектору електричних возила, регулисању канабиса и мерама контроле оружја. У области међународних односа, Сретин приступ је био проактиван у привлачењу страних инвестиција. Ово укључује истраживачке дискусије са истакнутим пословним личностима попут Илона Маска у вези са Теслиним потенцијалним учешћем у тајландској индустрији електричних возила. Његова спољнополитичка стратегија такође укључује утврђивање става Тајланда у глобалним сукобима и активно учешће у међународним платформама као што је Савет за људска права Уједињених нација. Под његовим вођством, Тајланд је показао посвећеност одрживом развоју и суочавању са изазовима климатских промена. Током свог премијерског мандата, критиковали су га медији и опозиција као „марионетског премијера“, под контролом власти која стоји иза престола, као што су Таксин Шинаватра, војска, и Феу Тај партија.

## Младост и образовање
Срета Тависин, рођена 15. фебруара 1962. године, у Бангкоку, Тајланд, једино је дете капетана Амнуаја Тависина и Чодчои Јутракул. Линија његове породице повезује се са пет значајних тајландских кинеских пословних династија: Јип ин Тсој, Чакапак, Јутракул, Ламсам и Буранасири. Сретино образовно путовање почело је у Прасарнмит демонстративну школу Универзитета Сринакхаринвирот у Бангкоку. Постижући високо образовање, прво је стекао диплому грађевинског инжењера на Универзитету Чулалонгкорн, а затим је дипломирао економију на Универзитету Масачусетс Амхерст. Даље је унапредио своје академске акредитиве тако што је стекао звање магистра пословне администрације, специјализујући се за финансије, на Универзитету Кларемонт.

## Бизнис каријера
Срета је започео свој професионални пут у Procter & Gamble-у као помоћник менаџера производа, улогу коју је имао четири године након што је дипломирао на Универзитету Кларемонт 1986. Његов предузетнички подухват је узео маха 1988. када је суоснивао Сансири, који се појавио као један од водећих тајландских инвеститора за некретнине. Његово руководство усмеравало је компанију да успешно развије преко 400 стамбених пројеката.
Година 2013. је обележила значајан догађај у економском развоју Тајланда када је премијерка Јинглак Шинаватра отворила Тајланд 2020: Нови корак Тајланда ка светској изложби у владином комплексу Чаенг Ватана 12. марта. Изложба је представила владина предложена улагања у укупном износу од 2 билиона бата. Срета је, након што је прегледао оближњи стамбени пројекат, посетио изложбу и препоручио својим колегама са Сансирија да учине исто, препознајући његов потенцијални утицај на сектор некретнина. Упркос забринутости јавности у вези са финансирањем пројекта и потенцијалним импликацијама на дуг, Срета је изразио своју подршку. Почетком 2019. је писао позитивно о Експо-у 2020, што је било паралелно са његовим залагањем за шему дигиталног новчаника током његовог премијерског мандата.
Сретино вођство у Сансирију допринело је расту компаније чак и током изазовних времена пандемије КОВИД-19. У 2020. значајан развој догађаја укључивао је његову куповину парцеле на углу Сарасин пута у близини Лумпини Парка у Бангкоку. Ова куповина, која кошта 3,9 милиона ฿ по квадратном ваху (приближно 4м²), представља једну од најскупљих куповина земљишта у историји Тајланда. Поред тога, исте године, Срета је стекла 15% удела у XSpring Capital Public Company Limited.
Због прописа у тајландским изборним законима који забрањују изабраним званичницима да поседују или поседују деонице у компанијама, Срета је 8. марта 2023. пренео све своје акције на своју ћерку Чанаду Тависин. Овај пренос је укључивао његове акције у Сансирију, које представљају 4,4% компаније.
У одвојеном догађају 17. августа 2023, Чувит Камолвисит је поднео жалбу заменику генералног комесара полиције, Сурачате Хакпарну, тражећи истрагу о Сретиној куповини земљишта у Бангкоку 2019. Чувит је оптужио Срету и Сансирија за утају пореза. Као одговор на ове оптужбе, Срета је поднео тужбу за клевету за 500 милиона ฿ против Чувита, посебно у вези са коментарима датим током конференције за штампу 3. августа.

## Политичка каријера
Срета је одржавао политичке везе са Таксином Шинаватром и Јинглак Шинаватра, који су обоје били премијери Тајланда. На општим изборима у Тајланду 2023. био је међу премијерским кандидатима за Феу Тај партију. Остали кандидати из странке били су Таксинова најмлађа ћерка, Паетонгтарн Шинаватра, и Чајкасем Нитисири, бивши државни тужилац Тајланда. Тајландска политичка криза 2013–2014 била је период значајних политичких немира на Тајланду. За то време, Срета је изразио противљење Одбору за народну демократску реформу. После државног удара 2014. године, он се повиновао позиву Националног савета за мир и ред, извештавајући у сали Краљевске тајландске армије.

### Избори 2023.
У новембру 2022. Срета је најавио своју намеру да се придружи Феу Тај Партији. Током општих избора у Тајланду 2023, он је 5. априла 2023. именован за једног од три страначка премијерска кандидата. Током кампање, анкете су често показивале да заостаје за Паетонгтарном у трци за жељеног премијерског избора. Срета је започео своју кампању у округу Клонг Тоеј у Бангкоку и одржао свој инаугурациони предизборни говор у провинцији Фичит. Касније, током говора у провинцији Лоеј средином априла, он је изјавио да Феу Тај неће размишљати о формирању коалиције са Паланг Прачаратом и Уједињеном тајландском нацијом, наводећи њихову улогу у пучу 2014. године.
Након избора 14. маја, Феу Тај се појавио као странка са другим највећим бројем посланичких места, заостајајући за странком Крени напред. Странка је тада формирала коалицију са Крени напред и шест других партија. Међутим, у првом кругу парламентарног гласања 13. јула, Пита Лимјароенрат није успео да обезбеди довољно гласова. Након тога, Питина друга номинација за премијера блокирана је 19. јула из процедуралних разлога.
Након што Крени Напред није успео да формира владу, Феу Тај је добио прилику да покуша да предводи формацију. Ова коалиција је у почетку искључивала само странку Крени напред, али је 7. августа доживела проширење како би укључила Бумјаитај партију. У значајној промени у односу на њихов ранији изборни став, коалиција се даље проширила и укључила Партију Паланг Прачарат и Партију уједињене тајландске нације. Срета је описао ову експанзију, која је била у супротности са ранијим изборним обећањима, као неопходан стратешки потез.
Након тога, Уставни суд је одбацио представку омбудсмана којом се доводи у питање уставност одбацивања Пита Лимјароенрата од стране парламента. Нови круг парламентарног гласања заказан је за 22. август. Током ове седнице, Срета је одржао говор у парламенту, изложивши своју визију и циљеве у случају да постане премијер, а такође је одговорио на питања посланика и сенатора. Његова кандидатура је добила подршку Таксина Шинаватре.
Срета је изабран за 30. премијера Тајланда, након номинације од стране Феу Тај партије. На посебној заједничкој седници Представничког дома и Сената добио је 482 гласа од 728.

## Премијер (2023—тренутно)

### Формирање Владе
Срета је изабран за следећег премијера Тајланда на заједничкој седници парламента 22. августа 2023. Његове непосредне одговорности укључивале су формирање кабинета и представљање своје политике за наредне четири године парламенту. Следећег дана, краљ Вачиралонгкорн је званично именовао Срету за 30. премијера Тајланда. После именовања, Срета је одржао инаугурационо обраћање као премијер.
Срета је 5. септембра положио заклетву за премијера и министра финансије од стране краља. Церемонија је одржана у резиденцијалној дворани Ампон Сатан у палати Дусит у Бангкоку. Нови кабинет који је формирао Срета састоји се од 34 министра који представљају шест партија унутар владајуће коалиције. Ово укључује неколико министара који су служили под претходном администрацијом Прајут Чан-о-ча. Након церемоније полагања заклетве, Срета је потврдио своју посвећеност да одмах започне рад са својим кабинетом.

### Домаћи послови
Срета је 8. септембра посетио североисточне провинције Кон Кајен, Удон Тани и Нонг Кај. Ове провинције су позната упоришта подршке Феу Тај Партији. У пратњи неколико министара, његова посета одражава приступ који је раније заузео бивши премијер Таксин Шинаватра. Током своје турнеје, Срета је учествовао у разговорима са локалним становништвом о решавању регионалних питања.
У Кон Кајену, његова посета је укључивала брану Убол Ратана, место где је била суша. Срета је саопштио медијима да је пољопривреда кључни приоритет његове владе, истичући планове за унапређење пољопривредне продуктивности у региону, са специфичним циљем повећања приноса фармера за 50%. У Нонг Кају, његове дискусије су биле усредсређене на односе између Тајланда и Кине.

#### Економија
Срета је 11. септембра парламенту представио изјаву о политици владе. У саопштењу су наведене владине стратегије за решавање националних питања, са фокусом на економски сектор. Упркос високим очекивањима различитих економских, радничких и пословних група, изјава је наишла на критичку анализу опозиционих партија и медија. Сирикања Тансакун, заменик лидера и главни економиста Партије Крени Напред, критиковао је политику због уоченог недостатка специфичности и циљева који се могу применити. Сирикања је приметио одсуство јасних индикатора и временских оквира, упоређујући га са ранијом верзијом нацрта која је процурила, и изразио забринутост због њене потенцијалне ефикасности у вођењу економског правца земље.
У 2023. економија Тајланда је била у фази постепеног опоравка, али није испунила предвиђене циљеве. Срета је описао економију као „кризу“. Он је истакао да су највише каматне стопе у деценији биле штетне за предузећа и заложио се да Банка Тајланда смањи ове стопе.
Насупрот томе, гувернер Банке Тајланда је имао другачије мишљење. Он се није сложио са карактеризацијом економске државе као кризе. Штавише, он је изразио скептицизам у погледу ефикасности владиних краткорочних подстицајних мера. Он је тврдио да ове мере неће решити основне економске изазове, наглашавајући да су структурна питања главна препрека расту.
Срета се залагао за смањење каматне стопе од 25 базних поена од Одбора за монетарну политику (МПЦ) БоТ-а. Међутим, МПЦ је, у одлуци 5-2, задржао једнодневну стопу откупа на 2,50%, највишу у последњих десет година. Централна банка је ту одлуку приписала споријем економском расту од очекиваног, наглашавајући ослањање на домаћу тражњу. Структурне препреке, посебно опадање конкурентности, идентификоване су као фактори који ометају раст. БоТ је признао да је главна инфлација нижа од предвиђене, углавном концентрисане у секторима као што су храна и енергија, док је уверавао да то не указује на ниску потражњу. Упркос Сретином неслагању, он се залагао за сарадњу у фискалној и монетарној политици, наглашавајући његов недостатак овлашћења да се меша у одлуке централне банке. Виши службеници БоТ-а су изразили спремност да смање стопе уколико дође до значајног пада потрошње.

#### Јачање тајландског пасоша
Срета је дао приоритет јачању тајландског пасоша, који је рангиран на 52. најмоћнијем месту према Индексу пасоша 2024. године. У разговорима са белгијским премијером Александром Де Кроом у Швајцарској, истражио је потенцијал за лакши улазак у Европу за носиоце тајландских пасоша. Током посете немачког председника Франк-Валтера Штајнмајера у јануару 2024. Тајланду, Срета је апеловао на подршку у обезбеђивању изузећа од виза за носиоце тајландских пасоша из држава чланица Шенгенског простора. Поред тога, Тајланд има за циљ да продужи тренутна 30-дневна изузећа од виза за земље Шенгена. Дана 14. фебруара, аустралијски генерални гувернер Дејвид Харли пристао је да размотри могућност заједничког изузећа од виза између Тајланда и Аустралије током своје посете.
Да би стекао утицај у преговорима, Тајланд планира да сарађује са Вијетнамом, Камбоџом, Лаосом и Малезијом на разговорима са Европском унијом (ЕУ).

### Спољни послови
Срета је 21. септембра обавила виртуелни састанак са Илоном Маском у Њујорку. Фокус овог састанка био је на индустрији електричних возила и потенцијалним Теслиним инвестицијама у Тајланду. Поред тога, Срета је сарађивао са представницима великих корпорација као што су Есте Лодер, Гугл и Мајкрософт. Циљ ових дискусија је био да се повећају стране инвестиције у Тајланду. Током ових састанака, Срета је поменуо позицију Тајланда у односу на Вијетнам у погледу споразума о слободној трговини. Срета је 24. септембра објавила очекивања да ће добити око 5 милијарди долара инвестиција од Гугла, Мајкрософта и Тесле. Ова изјава је дата у контексту његових напора да подстакне стране инвестиције у Тајланду.
Срета је такође одржао свој дебитантски говор на 78. заседању Генералне скупштине Уједињених нација у Њујорку 22. септембра. Његов говор је нагласио жељу Тајланда да сарађује са другим народима и да ојача своју демократију. Истог дана, састао се са руководиоцима њујоршке берзе, разговарајући о економској политици своје владе. Своју посету је завршио учешћем у традиционалној церемонији звоњења на почетку трговачке сесије.
Штавише, Срета је активно предводио напоре Тајланда да постане кандидат Удружења нација југоисточне Азије (АСЕАН) за мандат од 2025. до 2027. године у Савету Уједињених нација за људска права.
Он је 9. октобра започео посету Хонг Конгу где се састао са Џоном Ли Ка-чијуом, извршним директором Хонг Конга. Његово путовање у Хонг Конг је део турнеје за подстицање улагања у Тајланд. Затим је 10. октобра Срета посетио Брунеј и примио га је султан Хасанал Болкијах у палати Истана Нурул Иман, и обојица су говорили о ближим односима Брунеја и Тајланда. Такође је било речи о сарадњи две земље у области безбедности хране, где Тајланд планира да повећа извоз хране у Брунеј. Затим је одлетео у Куала Лумпур да одржи билатералне разговоре са Малезијом, где је разговарао о билатералним односима о инвестицијама, трговини, храни, туризму и безбедности са малезијским премијером Анваром Ибрахимом, као и о обезбеђивању тајландских талаца које је ухватио Хамас. Затим је 12. октобра посетио Сингапур где је разговарао о обновљивим изворима енергије, инвестицијама и безбедности хране са премијером Ли Сјенлунг. Срета је посетио Кину од 16. до 19. октобра, где је присуствовао Форуму за међународну сарадњу Појас и пут у Пекингу. Он се на маргинама форума 17. октобра састао са председником Русије Владимиром Путином. Заједно су разговарали о јачању трговинских и културних веза између Русије и Тајланда. Срета је затим позвао Путина да посети Тајланд 2024. године, рекавши „Председник Путин воли Пукет, разумем да често путује“. Према писању Бангкок Поста, позив је прихватио Путин. Тајланд није ратификован потписник Римског статута Међународног кривичног суда и није у обавези да ухапси Путина по налогу за хапшење који је МКС издао 17. марта 2023. године.
Током своје посете Лаосу 29. октобра, Срета је учествовао у дискусијама усмереним на унапређење билатералне трговине између Лаоса и Тајланда, са циљем да до 2025. године достигне 11 милијарди америчких долара. Поред трговине, значајан аспект ове сарадње укључује развој инфраструктуре, посебно у транспорту. Кључни пројекат је изградња нове железнице преко реке Меконг, за коју се очекује да ће бити завршена најмање до 2026. Употпуњавајући овај подухват, Срета и премијер Лаоса Сонексај Сифандоне отворили су станицу Камсават, кључну компоненту нове железничке линије која се протеже до Нонг Кај. Очекује се да ће ова нова линија бити оперативна до 2024. године, што ће додатно олакшати прекограничну повезаност. У складу са стратегијом администрације Срете за унапређење билатералних односа и сарадње са Лаосом, потписан је меморандум о разумевању који се фокусира на техничку помоћ за развој железничког система Лаоса. Поред тога, Срета је показао интересовање за повећање куповине чисте енергије из Лаоса. Штавише, две земље су се сложиле да изграде шести мост пријатељства, додатно учвршћујући њихове напоре у сарадњи.
Током своје званичне посете Јапану од 14. до 18. децембра, Срета је учествовао на комеморативном самиту ASEAN-Јапан. Да би унапредио пословне односе, привремено се одрекао виза за јапанске пословне путнике. Разговори са јапанском владом укључивали су фокус на јачање сарадње између Тајланда и Јапана. Срета је изразио подршку иницијативама као што су Азијска заједница са нултом емисијом (АЗЕЦ) и Стратешки програм за климу и животну средину АСЕАН-а. Он је такође пренео спремност Тајланда да игра водећу улогу у обезбеђивању мира у Мјанмару, с обзиром на његову географску близину. На одвојеном састанку са јапанским премијером Фумиом Кишидом, дијалог је био усредсређен на потенцијалну сарадњу у сектору електричних возила. Ова дискусија је била наставак претходних изјава оба лидера о намери да продубе билатералне везе, као што је наведено током њиховог састанка месец дана раније у Сан Франциску.
Током конференције Светског економског форума 2024. одржане од 15. до 19. јануара у Давосу, Швајцарској, Срета је представљао своју владу за промовисање мега пројекта копненог моста. Њему су се придружили министар саобраћаја Сурија Јунгрунгруангкит и министар иностраних послова Парнпри Бахида-Нукара. Срета је 17. јануара представио концепт 'Бешавног ASEAN-а', замишљајући га као јединствену туристичку дестинацију која се може остварити у наредних 5 до 10 година. Сретини ангажмани у Давосу укључивали су дискусију са Адани групом, током које је на друштвеним мрежама поделио да је група показала значајно интересовање за пројекат. Поред тога, одржао је посебан састанак са суоснивачем Мајкрософта Билом Гејтсом, где су истраживали могућност успостављања Мајкрософт дата центра на Тајланду. Још један значајан састанак био је са султаном Ахмедом бин Сулајемом, председавајућим и извршним директором Dubai Ports World (DP World). Срета је известио да је извршни директор DP World-а изразио велико интересовање за пројекат копненог моста и обавезао се да ће послати представнике на Тајланд ради даљих разговора и извиђања локације. По повратку на Тајланд, Срета је описао састанке и интеракције на конференцији као успешне, што указује на позитиван међународни одговор на иницијативе његове владе.
Срета је 25. јануара 2024. дочекао шефа стране владе, што је означило значајан догађај у његовој администрацији. Ова посета је била значајна јер је то била први пут за 22 године да је немачки председник посетио Тајланд. Посета, која је трајала од 24. до 26. јануара, била је фокусирана на кључна питања као што су трговина, инвестиције, климатске промене и стручно образовање. Током ове посете, председник Франк-Валтер Штајнмајер је похвалио тајландску цивилну владу за њене напоре у јачању демократског процеса на Тајланду. Он је признао да иако се суштинске промене не могу очекивати тако брзо у администрацији, почетни развој догађаја обећава. Штавише, председник Штајнмајер је изразио посвећеност повећању инвестиција у тајландску индустрију електричних возила, сугеришући да би Тајланд могао да постане регионално чвориште за овај сектор.
Срета је учествовао на прослави Дана независности у Galle Face Green у Коломбу, Шри Ланка, 4. фебруара 2024. године. Посета је била одговор на то што је Шри Ланка тражила помоћ Тајланда у ревитализацији своје привреде у периоду изазова. Државна посета је кулминирала када су две земље потписале Споразум о слободној трговини (ФТА). Као почасни гост, заједно са председником Шри Ланке Ранилом Викремесингеом, финализирали су Споразум о слободној трговини (ФТА) чији је циљ подстицање економске сарадње. ФТА, који замењује претходни споразум из 1950. године, фокусира се на смањење трговинских баријера и подстицање сарадње у ваздушним услугама. Предвиђене користи за Тајланд укључују повећан извоз аутомобилских делова, текстила, електричних уређаја, машина, челичних производа, папира, прерађене хране и сточне хране. Поред тога, потписан је Меморандум о разумевању (МоУ) како би се олакшала сарадња између Националне управе за драгуље и накит Тајланда и Института за истраживање и обуку драгуља и накита Шри Ланке. По повратку на Тајланд, Срета је разговарао са извршним директором и председником одбора ПТТ-а, охрабрујући њихову подршку тајландским стартапима и улагањима у плутајућу соларну фарму Шри Ланке.
Дана 7. фебруара 2024, камбоџански премијер Хун Манет посетио је Тајланд ради званичних разговора о транспорту, трговини, инвестицијама и дуго застоју заједничког развоја природних ресурса унутар њихових спорних поморских граница. Ово је означило инаугуралну посету Хуна Манета као лидера земље, са циљем да ојача дугогодишње везе између две нације. Срета је активно учествовао у билатералним разговорима, наглашавајући посвећеност Тајланда да обезбеди фер третман и адекватну мрежу економске сигурности за камбоџанске раднике у земљи. Нарочито, недавни догађаји су открили затварање камбоџанских опозиционих личности и владиних критичара у Бангкоку, који су потражили уточиште на Тајланду да би избегли хапшење под владом Хун Сена, што потенцијално указује на напоре да се спрече протести против Хуна Манета. Манет је изразио захвалност Срети што је спречио да се Тајланд користи као база за спољно мешање у послове његове земље. На заједничкој конференцији за новинаре, и Срета и Мане најавили су заједнички циљ да повећају вредност билатералне трговине са 8 милијарди бата у 2023. на 15 милијарди бата до следеће године. С обзиром на ослањање Тајланда на увозну енергију, постојао је велики интерес за преговоре о споразуму са Камбоџом о развоју спорне зоне у Тајландском заливу, за коју се верује да садржи значајна налазишта природног гаса и нафте у укупном износу од око 11 билиона кубних стопа. Поред тога, Хун Манет је планирао да се састане са краљем Махом Вачиралонгкорном и учествује на пословном форуму Тајланд-Камбоџа. Тајланд и Камбоџа потписали су пет меморандума о разумевању.

#### Спољна политика

##### Рат Израела и Хамаса 2023.
Као одговор на рат између Израела и Хамаса 2023. године, Срета је осудио акције Хамаса, као и киднаповање тајландских грађана од стране Хамаса. Као одговор, наредио је Краљевском тајландском ваздухопловству да започне евакуацију тајландских грађана са Министарством спољних послова. Прва евакуисана група, коју чини 15 Тајланђана, стигла је назад на Тајланд 12. октобра.
Током Резолуције Генералне скупштине Уједињених нација ЕС-10/21 27. октобра, Тајланд је гласао за прекид ватре.
Тајланд је такође радио са Јорданом, Египтом и Малезијом на ослобађању Тајланђана које је заузео Хамас. Сукоб је резултирао смрћу 24 држављана Тајланда.

##### Мјанмарски грађански рат
Дана 15. октобра 2023, на осму годишњицу Споразума о прекиду ватре широм земље потписаног 2015. између владе Мјанмара и етничких побуњеничких група, Тајланд је поново потврдио своју подршку прекиду ватре који је прекинула мјанмарска војна хунта 2021. године.
Тајланд је требало да одржи иницијативу Бенгалског залива за мултисекторску техничку и економску сарадњу (БИМСТЕЦ) 30. новембра, али је од тада одложио догађај, као и суспендовао позив Мина Аунга Хлајнга.
Након недавних дешавања у операцији 1027, Сретина влада разматра слање хуманитарне помоћи Мјанмару кроз консензус у пет тачака ASEAN-а.

### Разрешење
У мају 2024. 40 војних сенатора поднело је предмет који је прихватио Уставни суд тражећи смену Срете и Пичита Чуенбана на основу члана 170 (4) и (5) Устава, који се тиче етике министара у кабинету. Случај је био одговор на Сретино именовање Пичита, који је раније служио затворску казну због покушаја подмићивања званичника Врховног суда, за министра у кабинету премијера.
Пичит је поднео оставку 21. маја. Уставни суд је 14. августа разрешио Срету због грубог кршења етике. Срета је четврти тајландски премијер у 16 година којег су судови сменили. Срета је изразио изненађење одлуком, али је рекао да ће је „поштовати“.

## Приватни живот
Ожењен је Пакпилај Тависин, пословном женом. Имају два сина Напата Тависина и Варата Тависина и једну ћерку Чананду Тависин. Он је колекционар класичних путних кофера, попут оних које производи Луј Витон. Срета такође навија за Ливерпул Ф.К, а такође доприноси Сансири академији која тренира фудбалере на Тајланду.
Срета је висок 1,92 метра (6 стопа 4 ин), што га чини највишим лидером унутар ASEAN-а и трећим највишим на свету иза премијера Албаније Едија Раме који је висок 2,01 метар (6 стопа 7 ин) и председника Србије, Александра Вучића, који стоји на 1,98 метара (6 стопа 6 ин).
Срета често користи друштвене мреже, посебно на X где активно користи свој налог за објављивање ажурирања.
Национална комисија за борбу против корупције је 28. децембра 2023. открила да има богатство процењено на око 659 милиона ฿‎ и да поседује Астон Мартин ДБ5 из 1963. вредан 50 милиона ฿. Његова годишња зарада је била око ฿‎153 милиона.